# Vinterviken
För andra betydelser, se Vinterviken (olika betydelser).

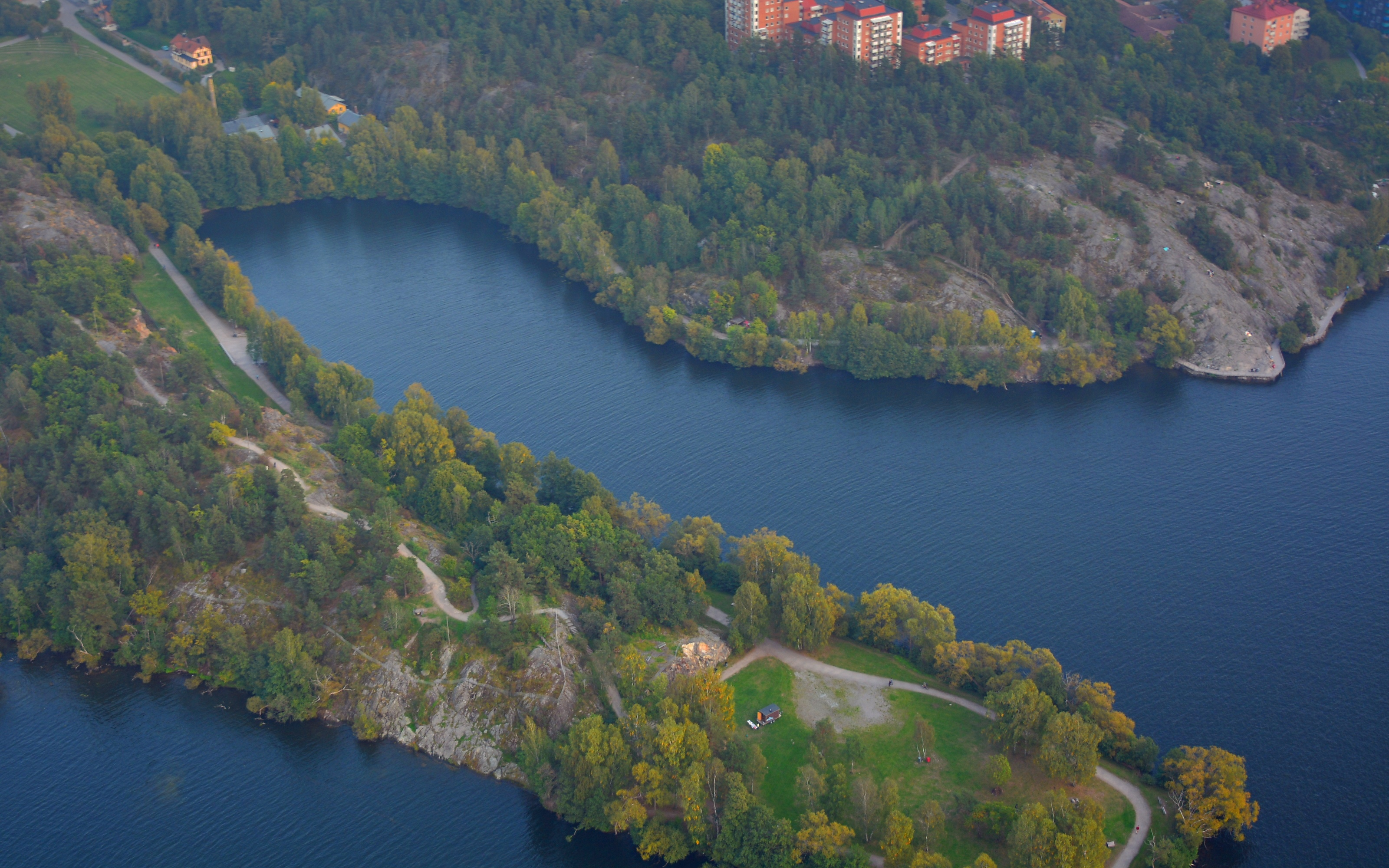
Vinterviken från luften, 2014.

Vinterviken (äldre stavning Winterviken) är en vik av Östra Mälaren och en dalgång med tillhörande parkområde i stadsdelen Aspudden i Stockholm. Området gränsar till Gröndal. Över Vintervikens östra del spänner Essingeledens Blommensbergsviadukt.
Vinterviken domineras av Alfred Nobels anläggningar där olika former av industriell verksamhet bedrivits fram till 1980-talet. De historiska byggnaderna är numera K-märkta och används bland annat för restaurangverksamhet.

## Historik

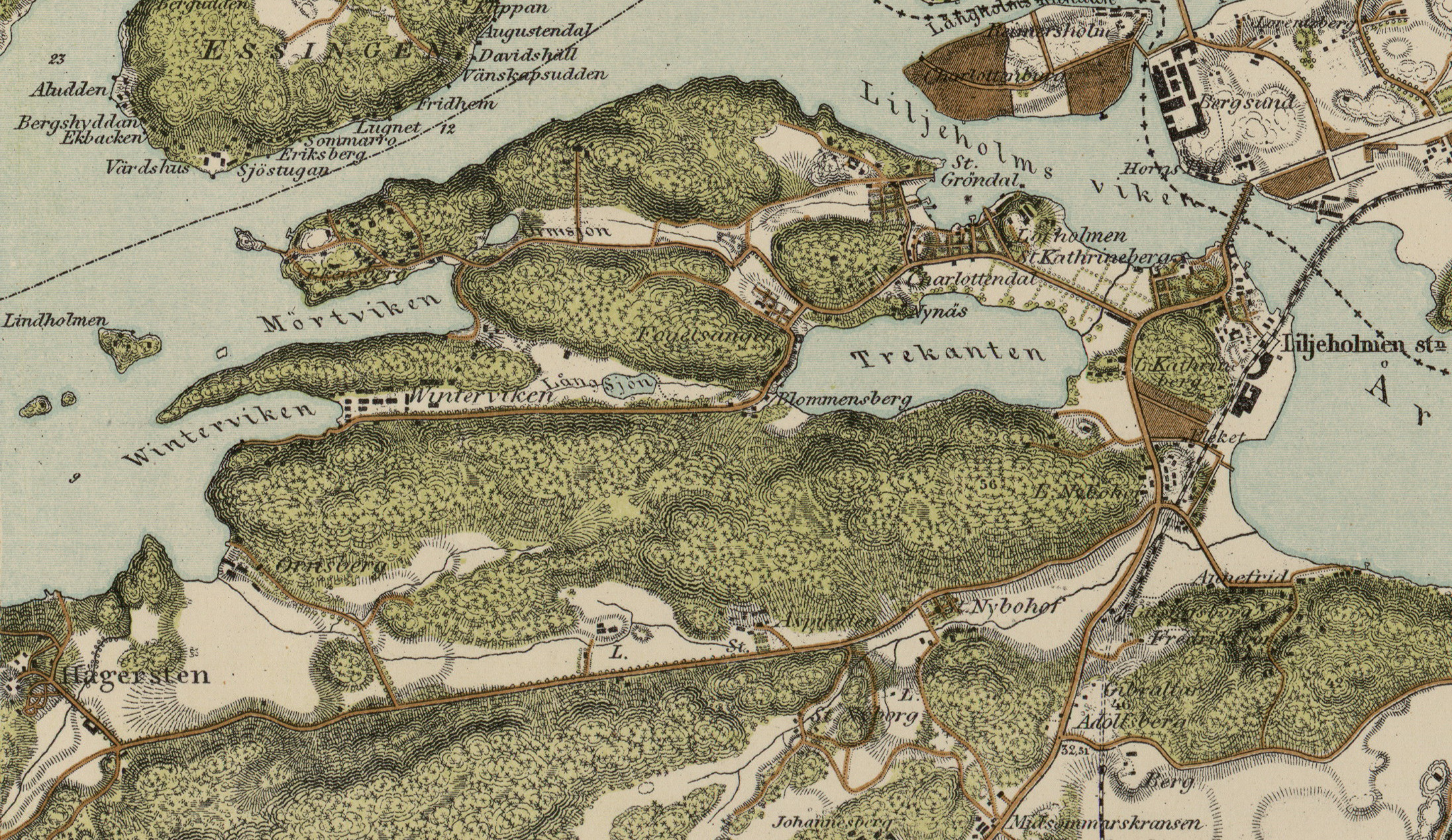
Vinterviken med omgivningar, 1861.

Stockholmslandskapets många sprickdalar sträcker sig i östvästlig riktning långt ifrån skärgården och in i Mälaren. Vinterviken är en del av en sådan dalgång med den typiska förkastningsbranten mot norra sidan.
Namnet Winterviken är känt från 1600-talet. Det var även namnet på en lägenhet kallat Wintertorpet. Här fanns ett värdshus som kan ha varit inhyst i mangårdsbyggnaden från 1700-talet eller i en egen byggnad. En vinterväg ledde från Fittja och Mälaröarna in i Vinterviken och fortsatte över sjön Trehörningen (nuvarande Trekanten) in till staden vid Hornstull. Ända in på 1930-talet fanns i Vintervikens dalgång en liten sjö som hette Långsjön. Den låg mellan Blommensbergsskolan och Nobels dynamitfabrik.
En tidig industri i Vinterviken var en färgstoffabrik kallad Wintervikens målarfärg. Den hade grundads 1847 av den från Tyskland invandrade kemikern Johan Georg Gentele. Fabriken låg i anslutning till Wintertorpet där han bodde med hustru och två döttrar fram till 1849.

## Alfred Nobels fabrik

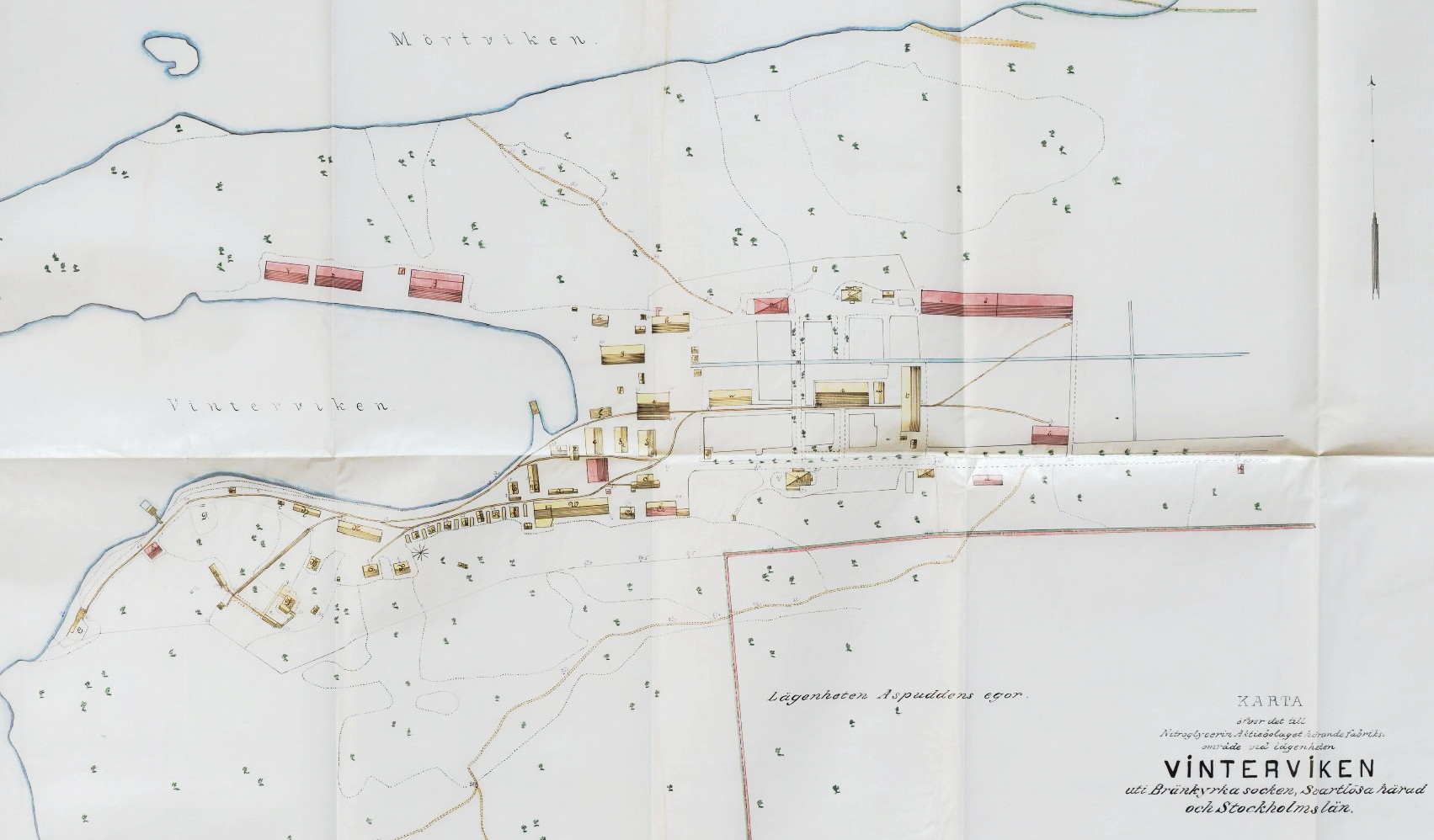
Karta över Nitroglycerinaktiebolagets anläggning vid Vinterviken, 1898.

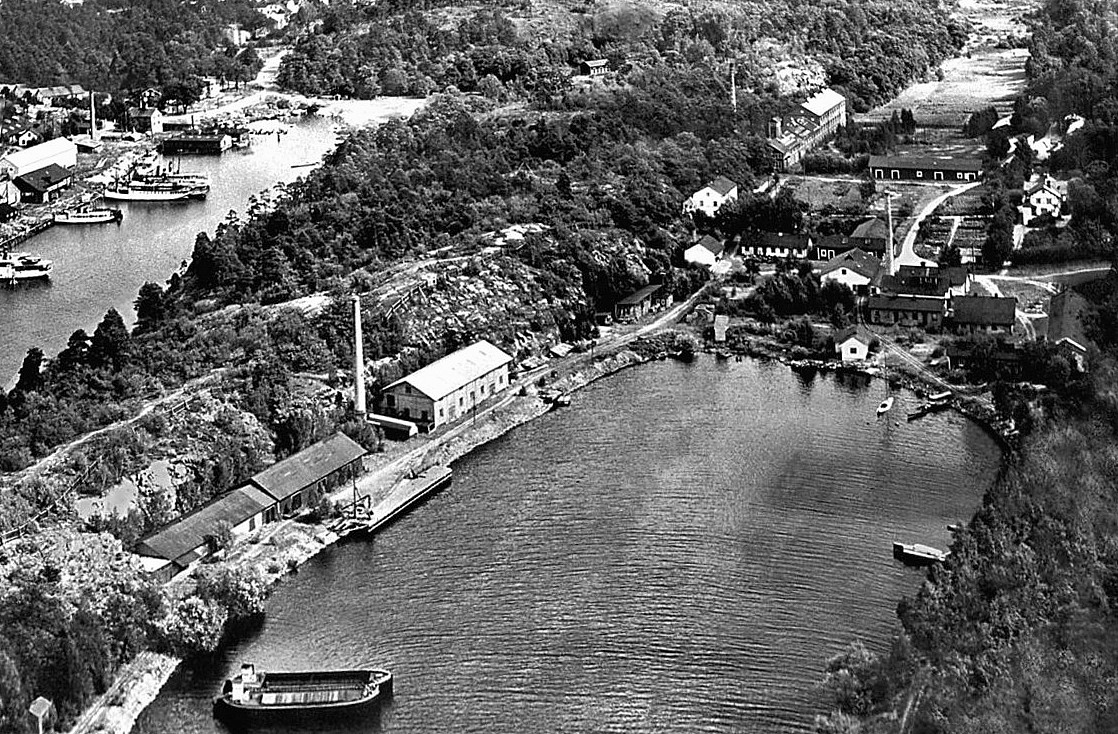
Vinterviken från luften på 1950-talet.

År 1865 köptes hela området av Alfred Nobel som flyttade hit från Heleneborg på Södermalm eftersom verksamheten där blev för farlig för allmänheten. I Vinterviken anlade han en fabrik och testverksamhet för tillverkning av framför allt dynamit. Platsen var vald med omsorg, i en smal dalgång omgiven av höga berg med skog och direkt anslutning till Mälaren. Ett intyg bifogades där ägarna i Vintervikens närhet, Aspudden, Blommensberg, Mörtviken och Örnsberg inte hade något emot att en sprängämnesfabrik byggdes. När köpet var klart, flyttades apparaturen in i ett stall, ett växthus fick bli laboratorium osv. I starten var Alfred Nobel själv VD, driftingenjör, korrespondent, kassör och reklamagent. Åren 1866–1875 tjänstgjorde Alarik Liedbeck, som även medverkat vid uppförandet av anläggningen, som verkmästare. Liedbeck kom att bli Nobels närmaste medarbetare.
År 1865 lämnade Nobel Sverige för Hamburg. Han upptäckte att sanden i Krümmel lämpade sig för dynamittillverkning han lät bygga en anläggning liknande Vinterviken där, samt eget laboratorium och privat bostad. Han fortsatte att besöka anläggningen i Vinterviken. Den drabbades av flera explosioner ända in på skiftet 1900, men byggdes upp och ut med fabriksbyggnader, spränggropar (för sprängexperiment), lagerlokaler, hamn och bostäder, samt en stor båtbrygga dit godset transporterades på en smalspårig järnväg. Nobel släppte aldrig företaget i Vinterviken utan stod i ständig brevkontakt med bolagets ledning och genom besök.
I juni 1868 inträffade en stor explosion i laboratoriet, då 14 arbetare dödades. Olyckan var den största i Vintervikens historia. År 1874 exploderade återigen fabriken och 12 personer omkom. I slutet av 1800-talet beslutade man på grund av olycksrisken att flytta dynamitlagren till ett skogsområde i nuvarande Botkyrka kommun; det fick namnet Vinterskogen och var i bruk ända in på 1970-talet. Tillverkning av sprängmedel fortsatte i Vinterviken till 1921 men Nitro Nobel AB hade viss verksamhet kvar till ända till 1980-talet. 
På grund av olyckorna på fabriken byggdes spränggropar där de olika momenten i dynamitframställningen delades upp. Vissa av dessa spränggropar byggdes även i berget. Nobels spränggropar från 1870-talet blev en lagskyddad fornlämning 1995.
På 1950- och 1960-talen bedrev statliga dåvarande AB Atomenergi viss framställning av kärnbränsle på området.

### Historiska bilder

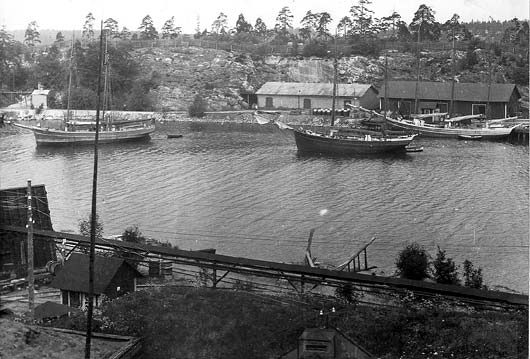
Hamnen och fartyg i Vinterviken.
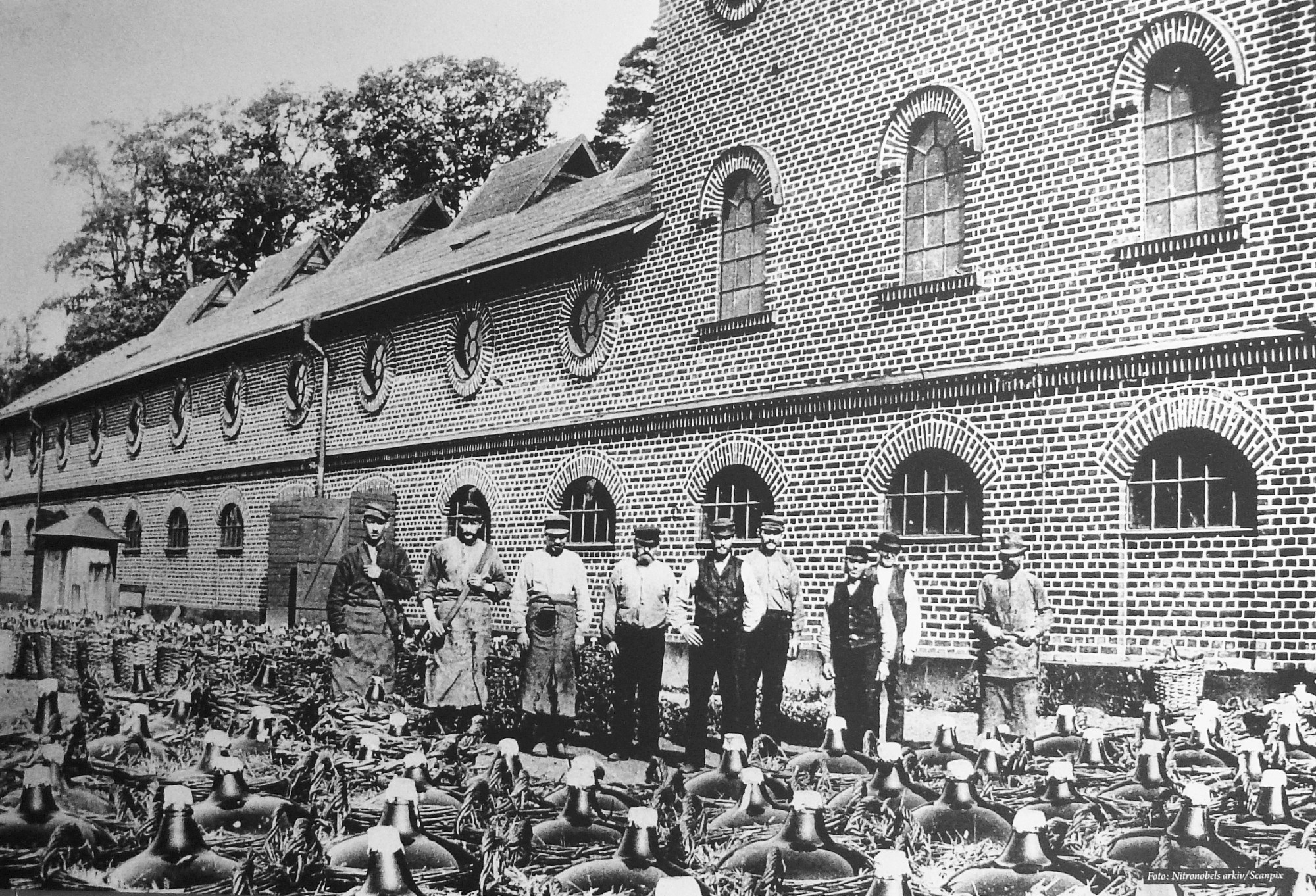
Svavelsyrafabriken 1910-tal.
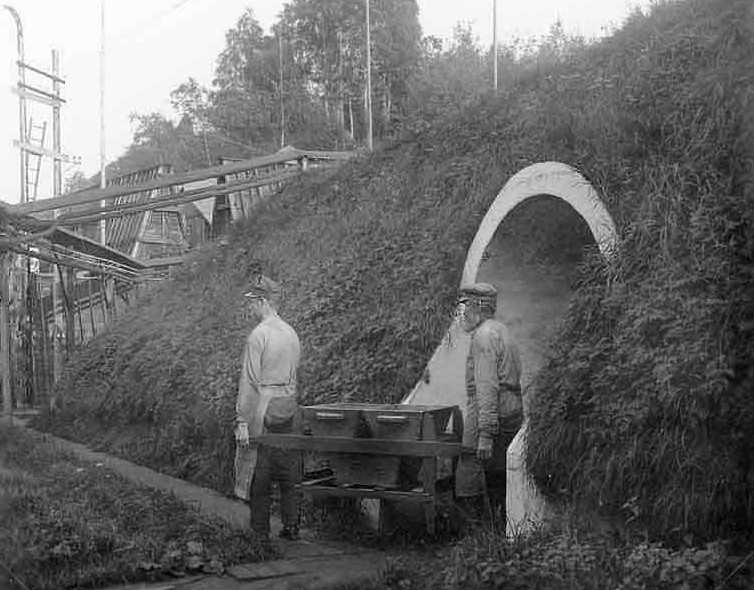
Arbeten vid en av spränggroparna.
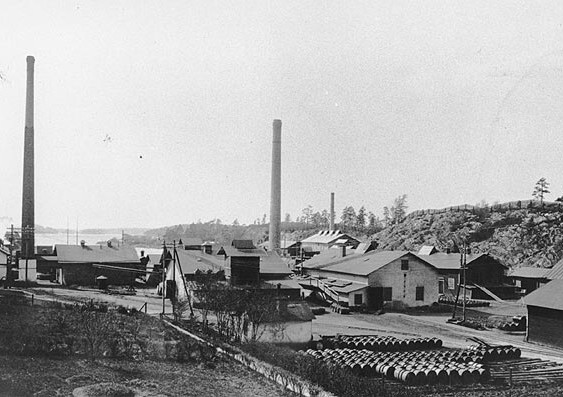
Fabriksområdet 1910-tal.

### Mörtviken
Mörtvikens dalgång, som ligger strax norr om Vinterviken, förvärvades på 1870-talet. Här uppfördes bostäder för fabrikens arbetare. Man valde denna plats av säkerhetsskäl, mellan bostäderna och Nobels farliga verksamhet ligger en skyddande bergsrygg. Som mest fanns här tre bostadshus, handelsbod, förråd, vedbod, flera utedass och några uthus.

### Vintervikens hamn och båtbrygga
I Vinterviken anlades en hamn och invid vikens norra sida, i det område som kallades Rävudden, låg Nobelfabrikens stora båtbrygga. Dynamiten fraktades från kajen dels på pråmar för vidaretransport på Mälaren eller med hästfordon försedda med en röd varningsflagga till Liljeholmens järnvägsstation. Till båtbryggan gick även en smalspårig järnväg som transporterade gods mellan fabrikslokalerna och hamnområdet. Intill bryggan låg på 1910-talet en salpetersyrafabrik, som av säkerhetsskäl var delvis insprängd i berget.  Kajen och byggnader finns idag inte kvar, däremot en mindre brygga som är upprustad och tjänar sommartid som soldäck för badande.

### Provsprängningsområdet

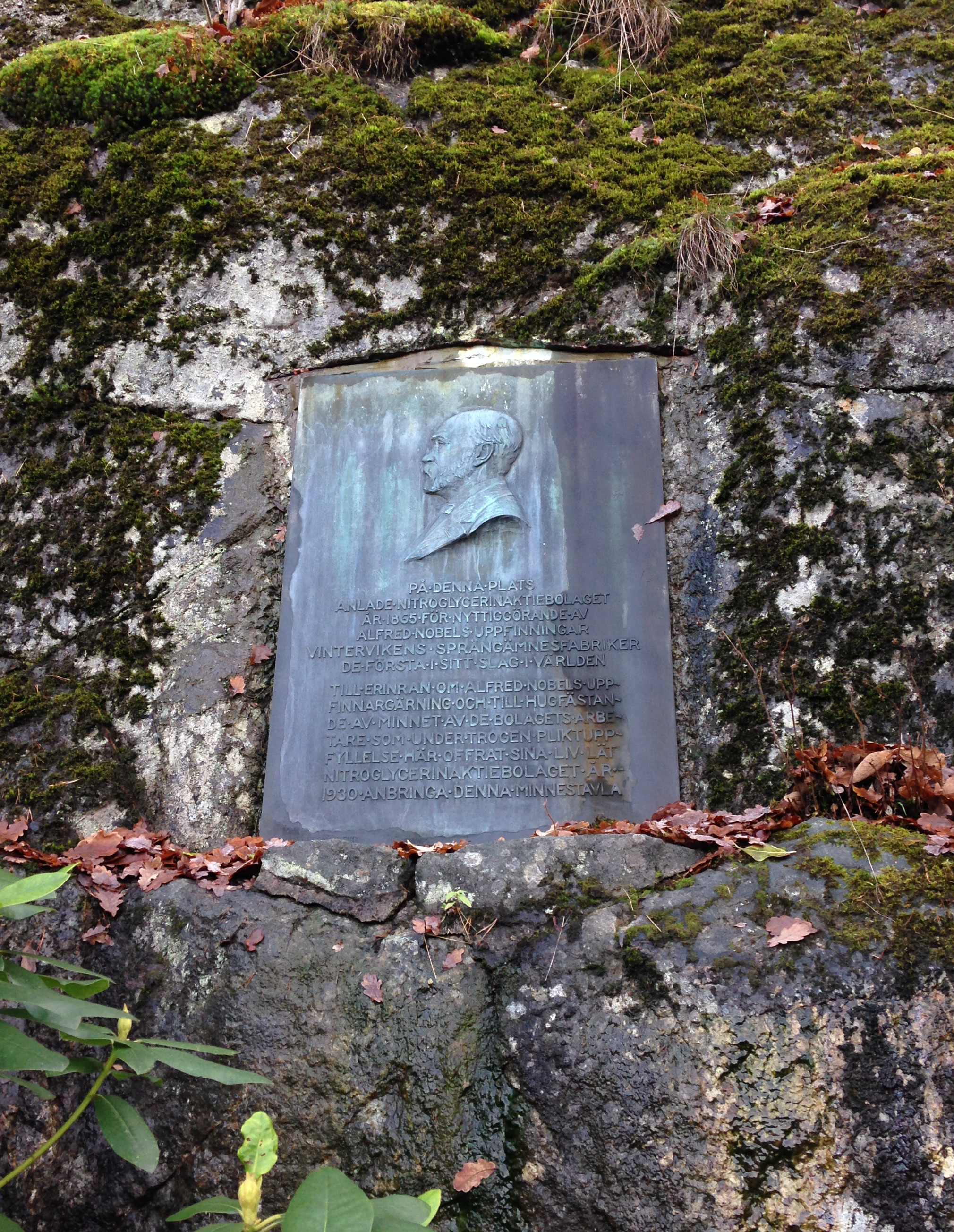
Minnesmärke över de arbetare som dog i Nobels dynamitfabriker.
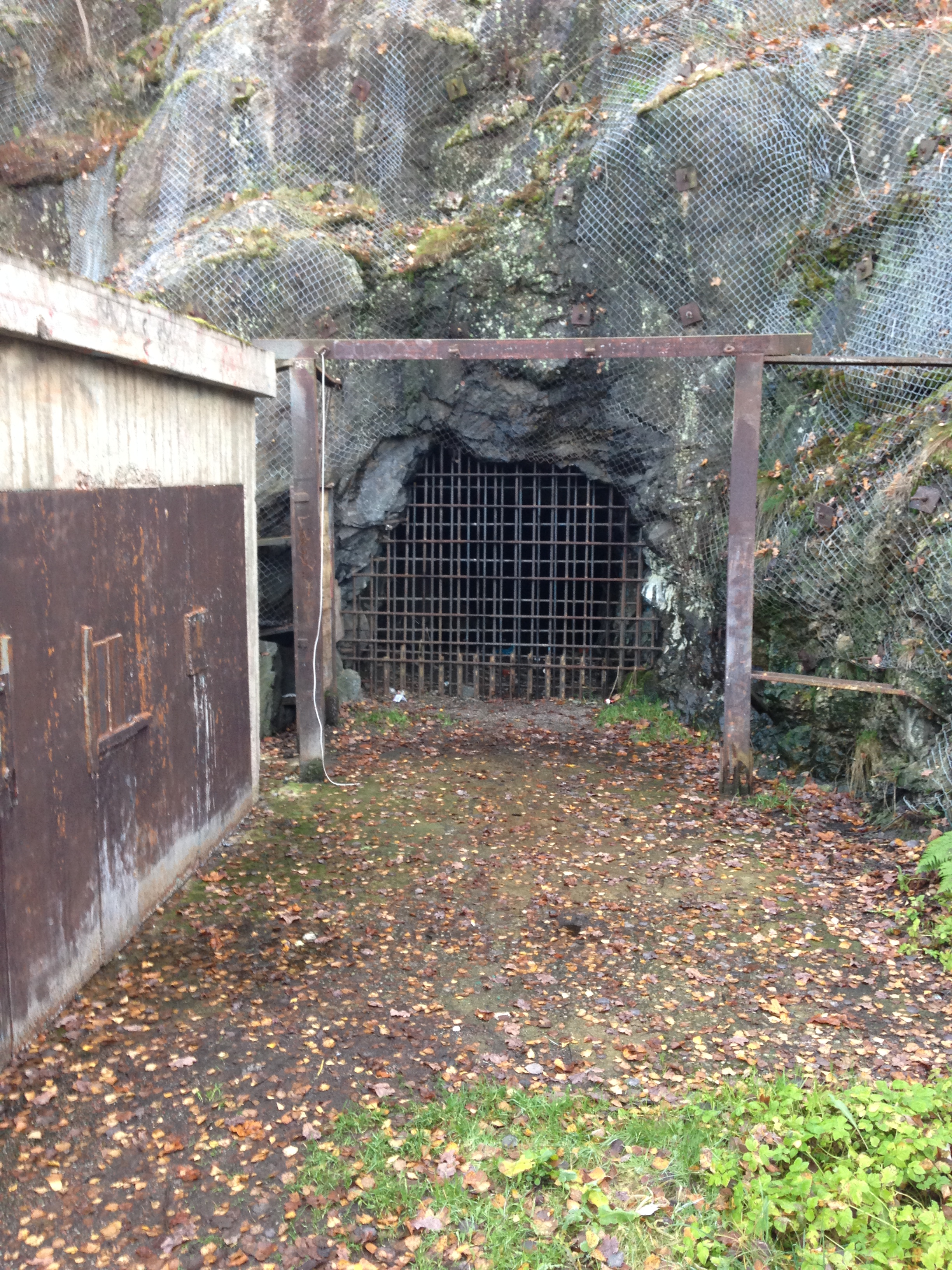
En grotta i spränggroparna.
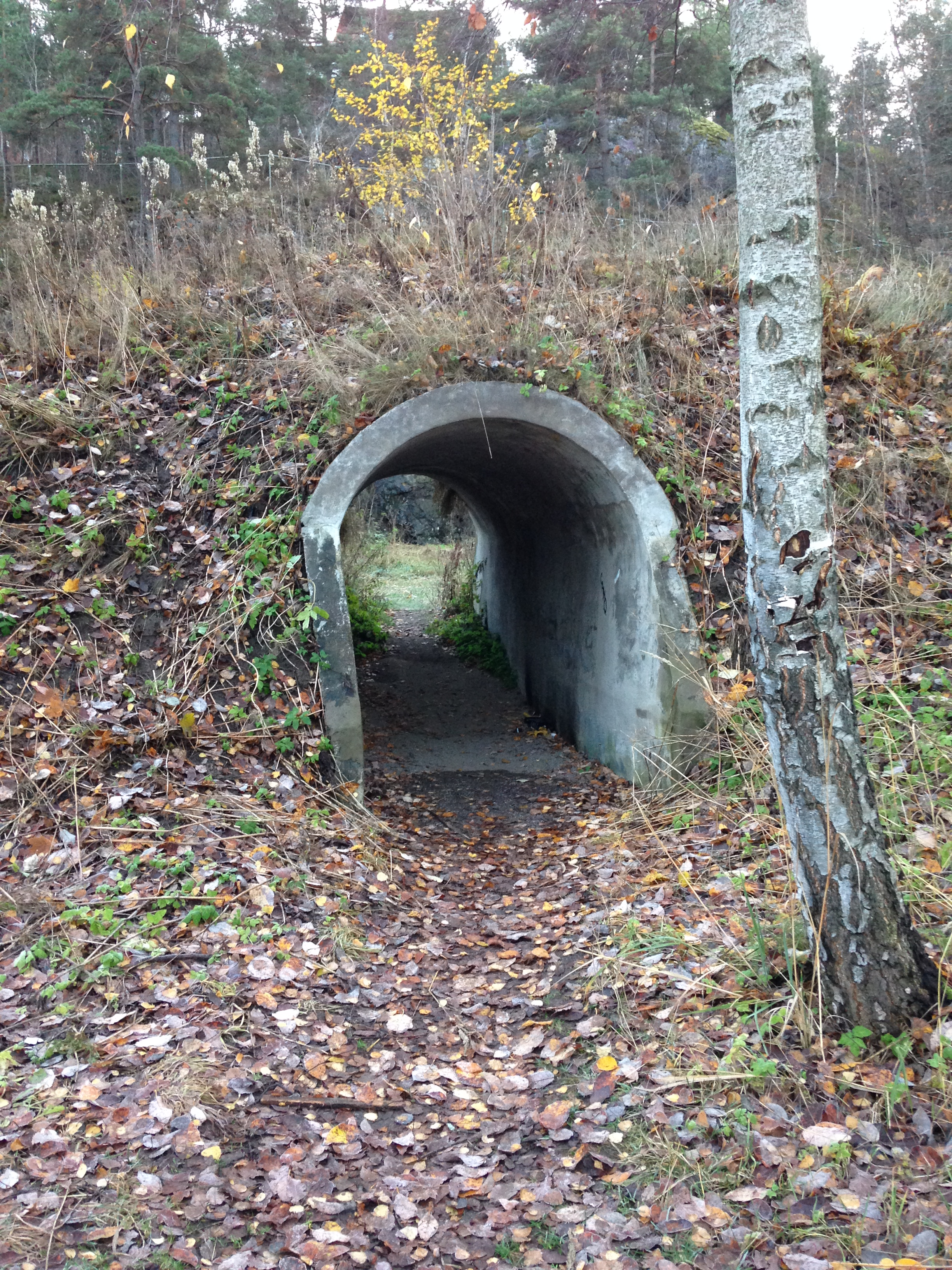
En av ingångarna till spränggroparna.
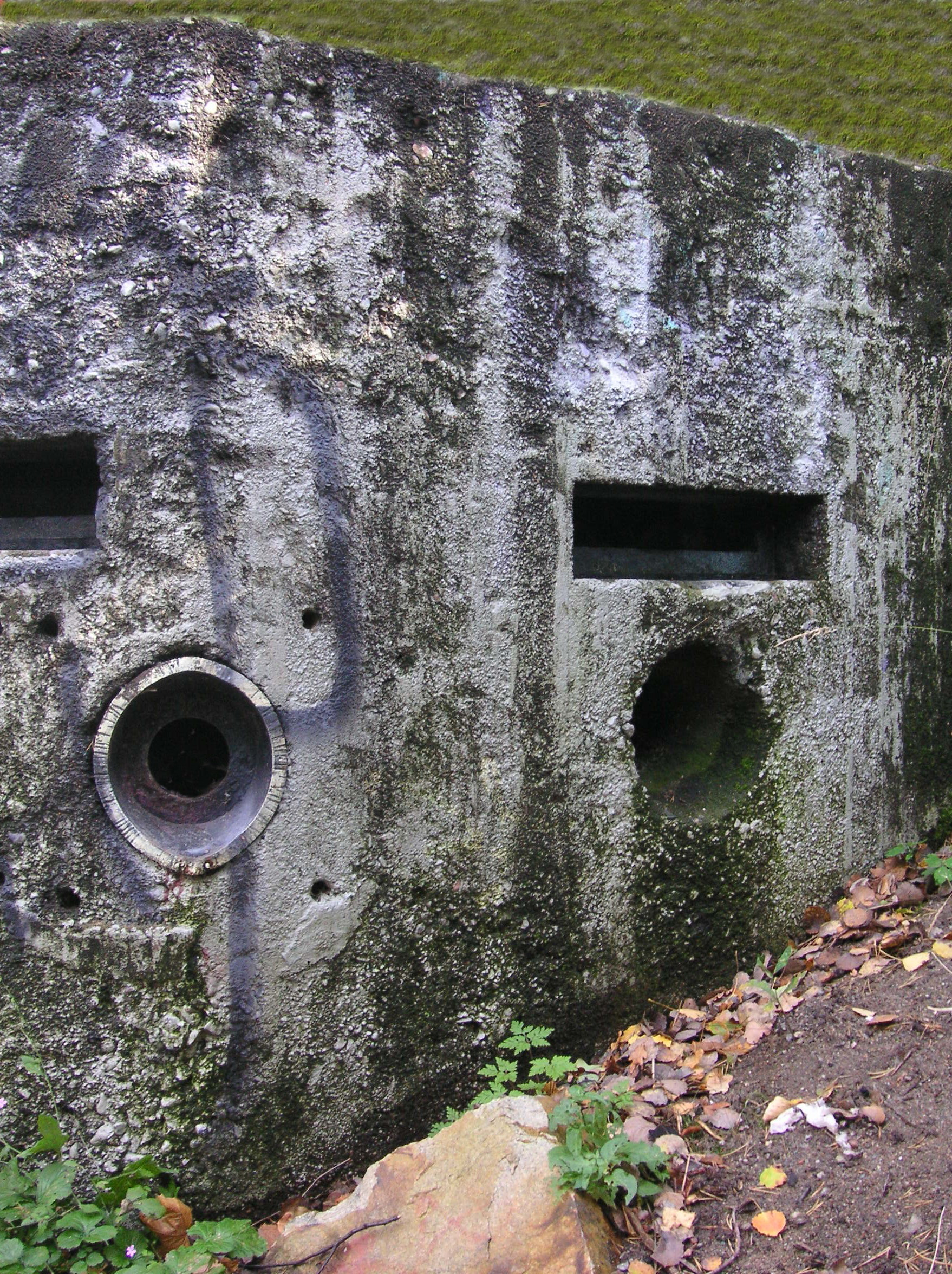
Övervakningsbunker i spränggropen.

## Kulturpark Liljeholmen
Sedan 1974 är Stockholms stad ägare till Vinterviksområdet och i mitten på 1980-talet var platsen i förfall. I en stor upprustning iordningställdes i början av 1990-talet parken med skulpturstråk, koloniträdgårdar (se Vintervikens kolonilottsområde) och promenadvägar med sittplatser efter landskapsarkitekten Torbjörn Anderssons planer. 
Några fabriksbyggnader renoverades, andra revs och spränggroparna gjordes tillgängliga för allmänheten. Skulpturens Hus i före detta svavelfabriken gjordes i ordning i samband med Stockholm som Kulturhuvudstad 1998. Konsthallens utställningsverksamhet fick stängas år 2008, eftersom man inte lyckades att få ekonomin att gå ihop. Sedan 2010 finns företaget Winterviken i huset med lokaler för fest, konferens och ett café. Skulpturens hus och provsprängningsområdet har av Stadsmuseet i Stockholm blivit blåmärkta vilket innebär att bebyggelsen bedöms ha "synnerligen höga kulturhistoriska värden".
I vikens sydvästra del ligger inom en inhägnad Ateljéerna Vinterviken. Här finns i Nobels gamla byggnader verkstäder för 14 konstnärer som sysslar med bland annat skulptur, måleri, fotobaserad konst och möbelformgivning. Bland andra har skulptören Mats Eriksson sin ateljé här.

## Miljöföroreningar
Den industriella verksamheten i Vinterviken sedan 1860-talet har lett till besvärande förorening av marken i området, med höga halter av bly och arsenik. Det rankades år 2011 av Länsstyrelsen i Stockholms län som det nionde mest förgiftade området i Stockholms län.
Vidare har kraftigt förhöjda halter av uran mätts upp i Vintervikens bottenslam vilket tros ha ett samband med AB Atomenergis tidigare verksamhet, men radioaktiviteten bedöms ligga på väldigt låga nivåer.
I december 2011 sattes varningsskyltar upp av Stockholms stad där man varnar för "direktintag" (att äta) av jord vid stranden. Efter ytterligare undersökningar av marken kommer sanering att genomföras.

## Bildgalleri

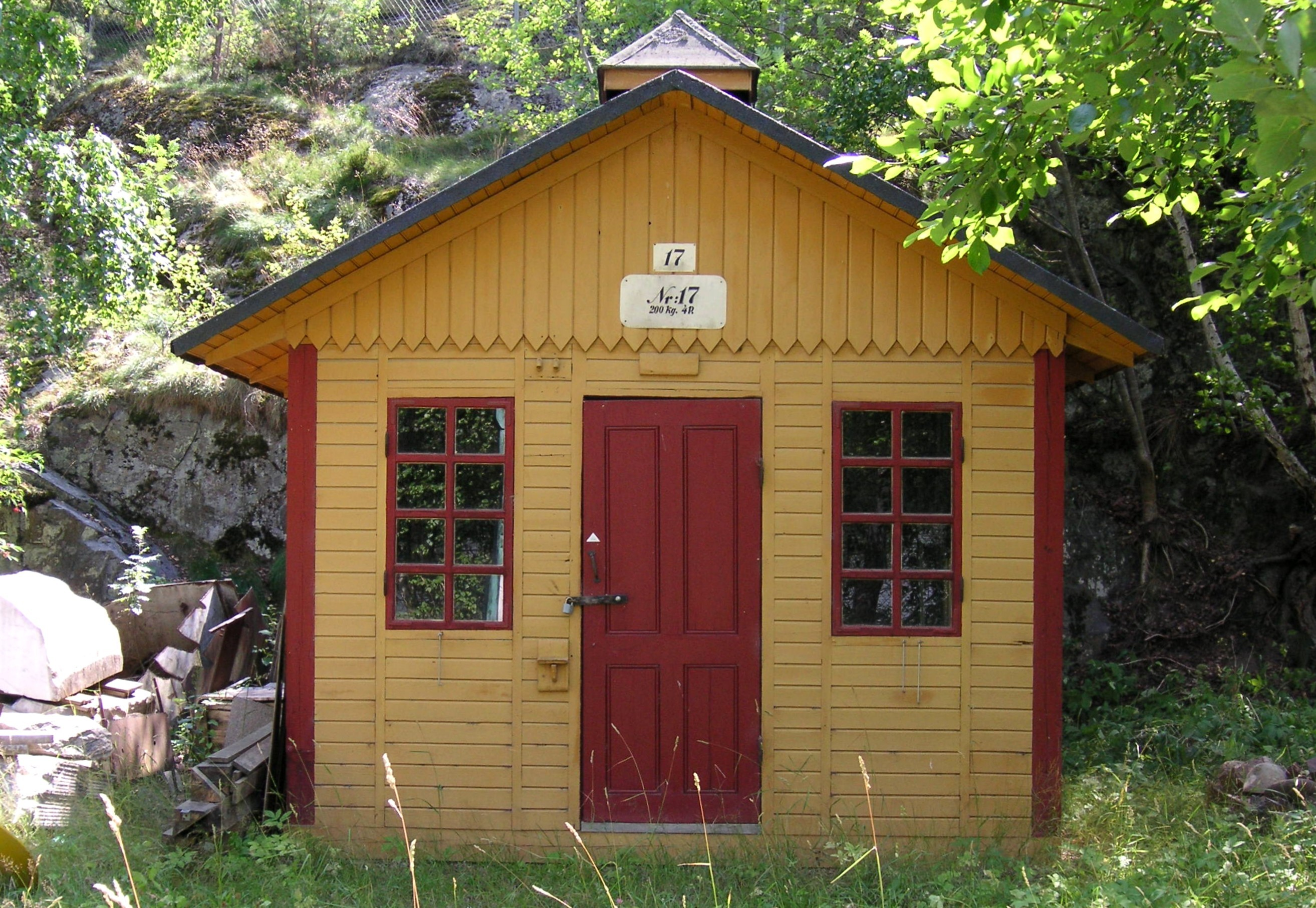
Patroneringshus nr 17 från 1874
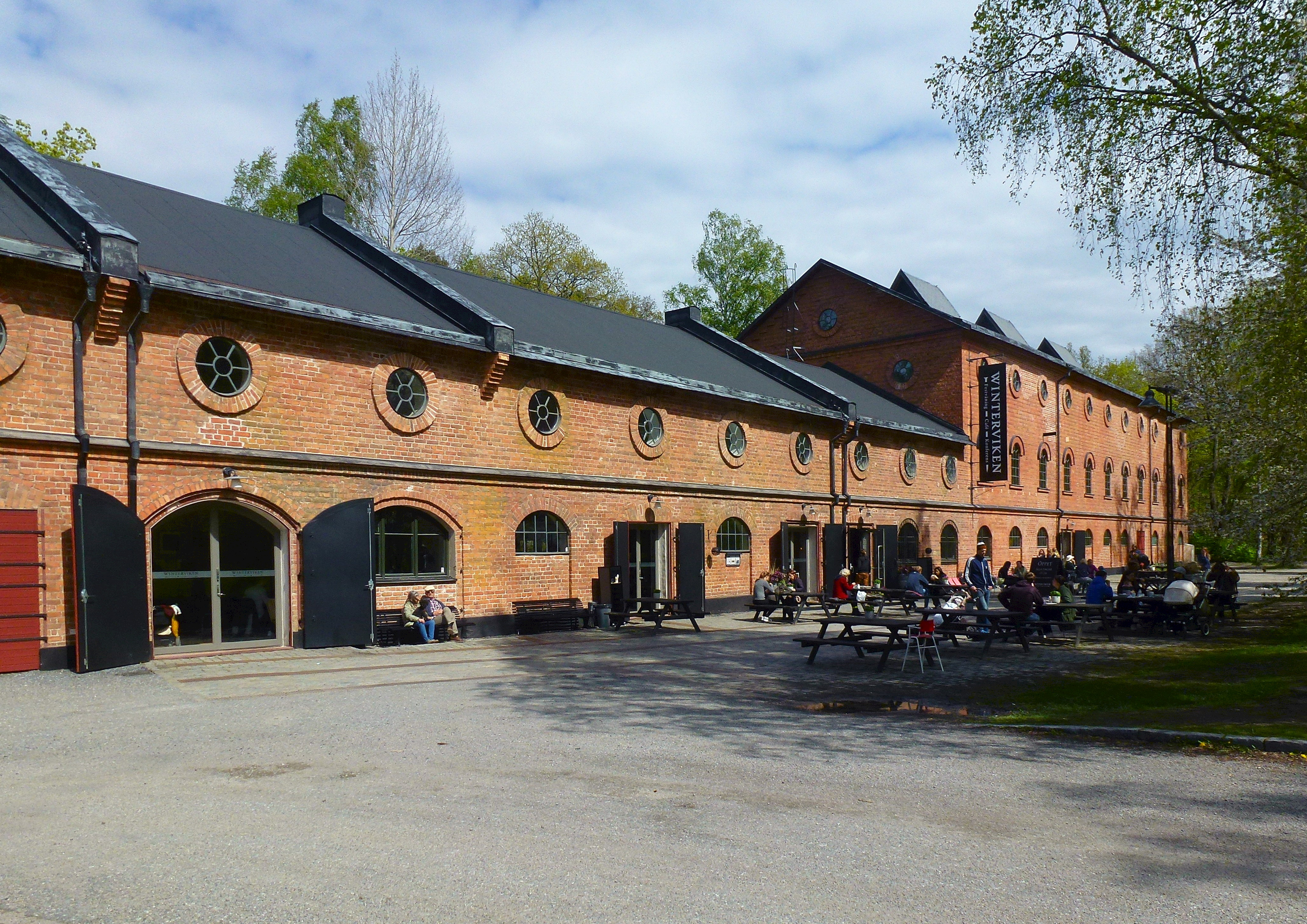
Den tidigare svavelsyrafabriken, senare Skulpturen Hus
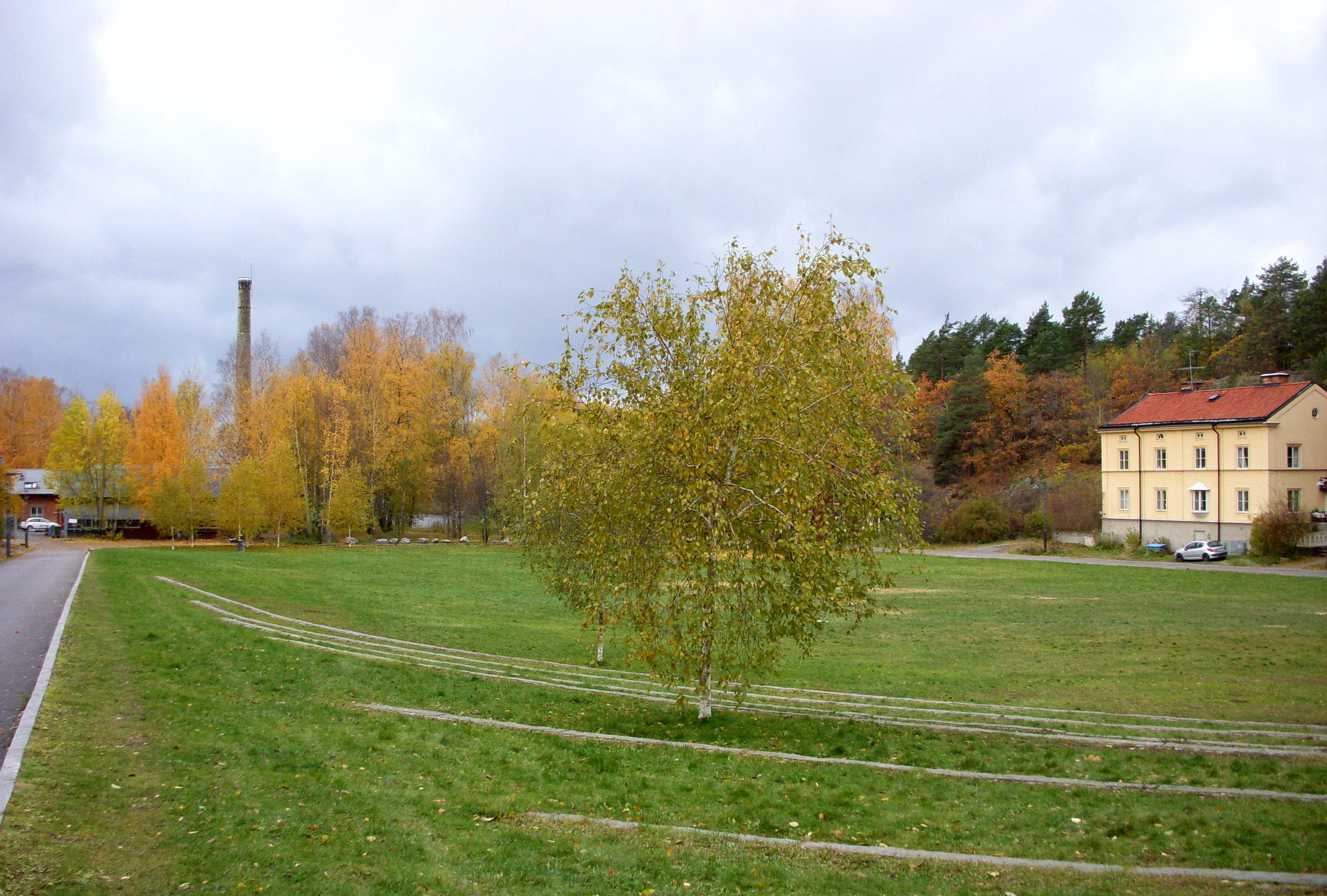
Det tidigare fabriksområdet
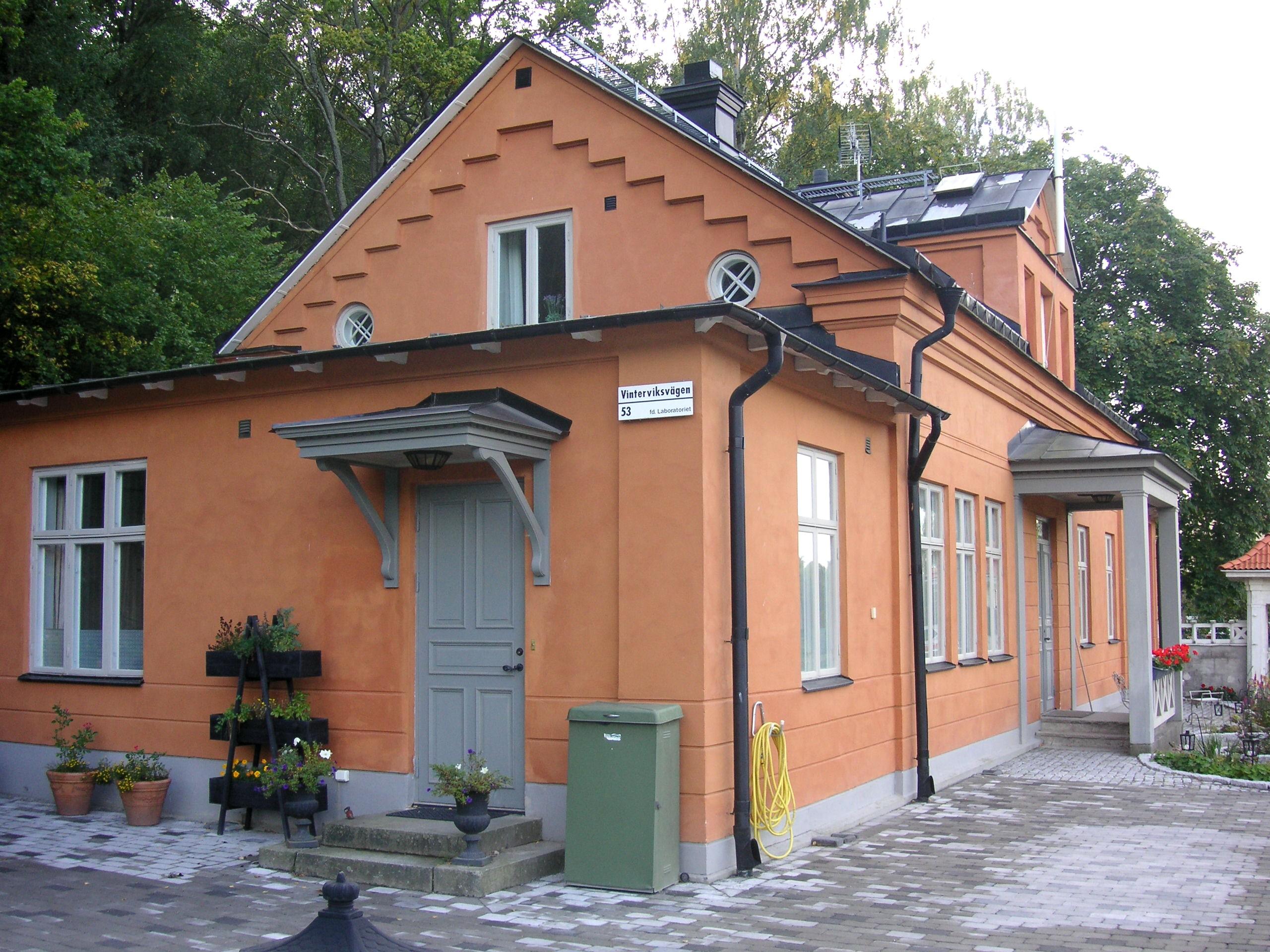
Det tidigare laboratoriet
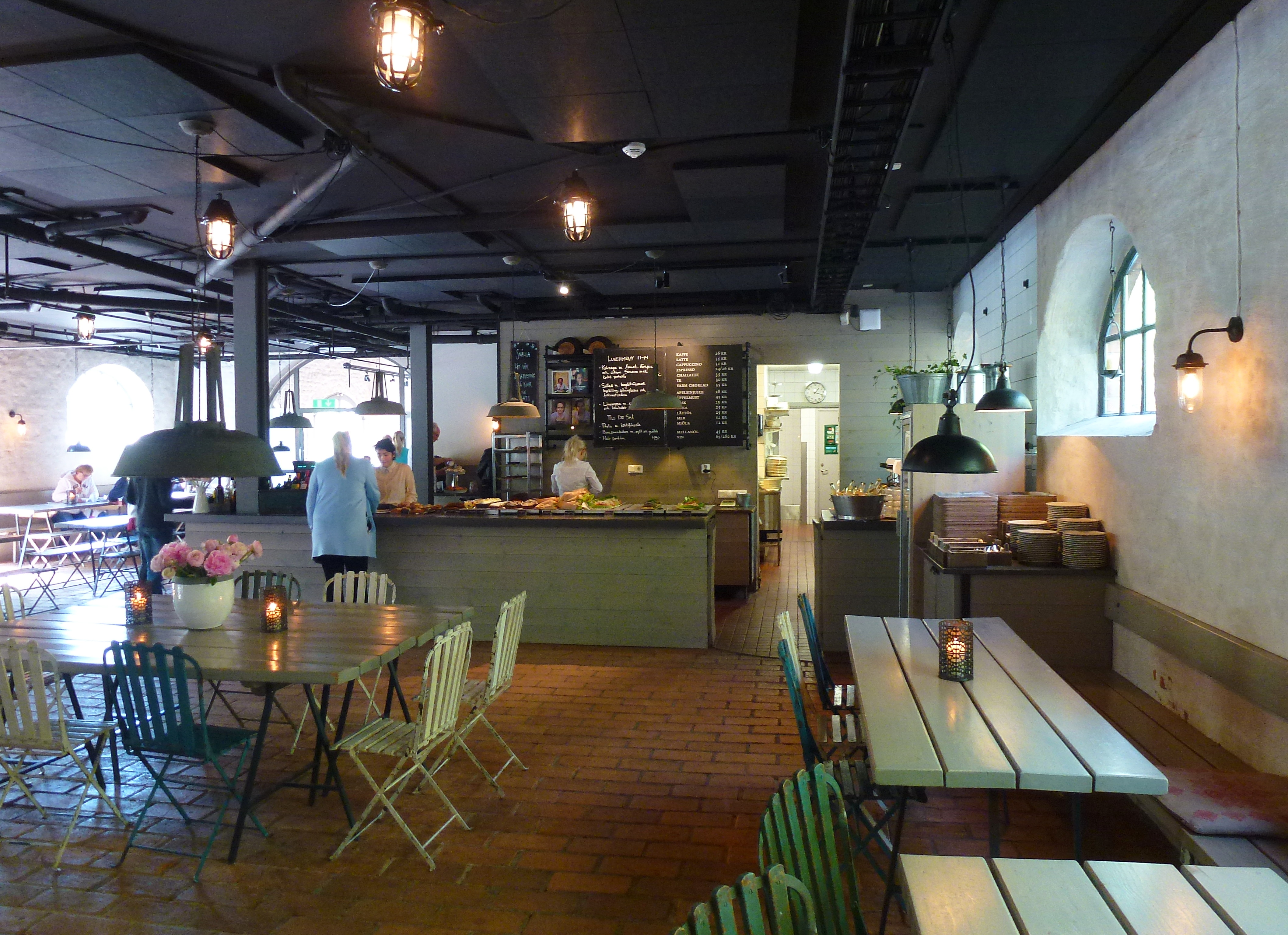
Svavelsyrafabriken, interiör
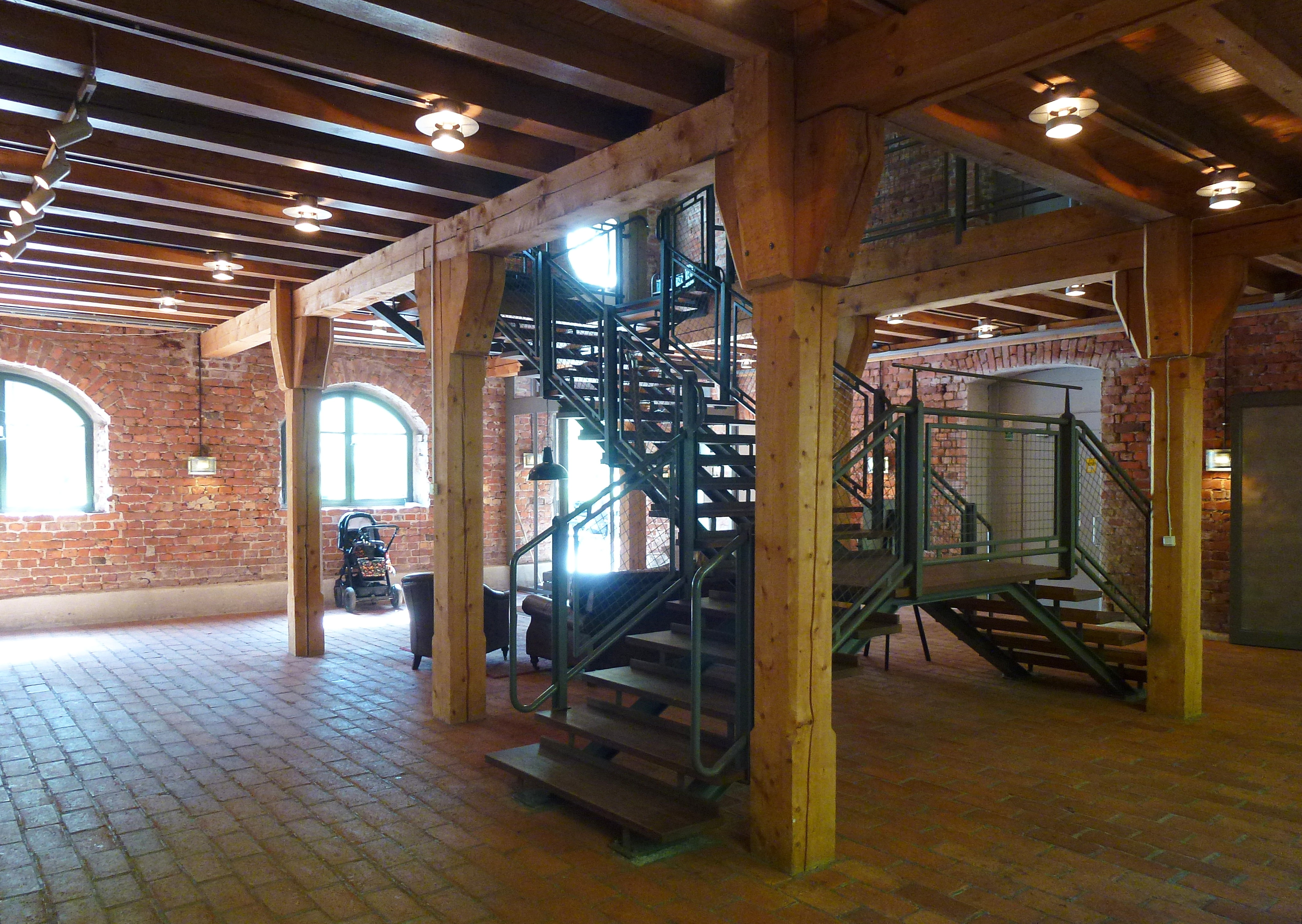
Svavelsyrafabriken, interiör
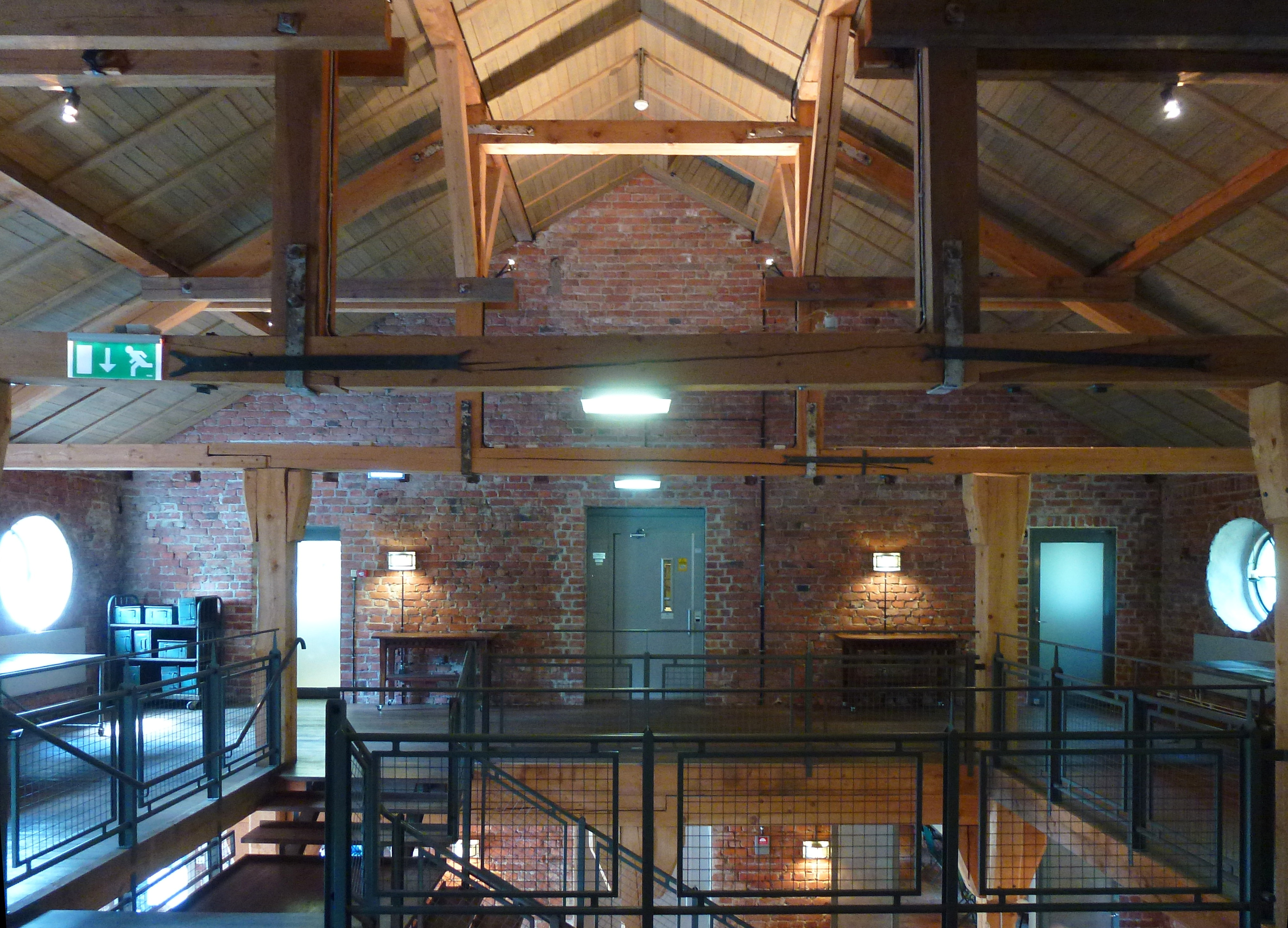
Svavelsyrafabriken, interiör
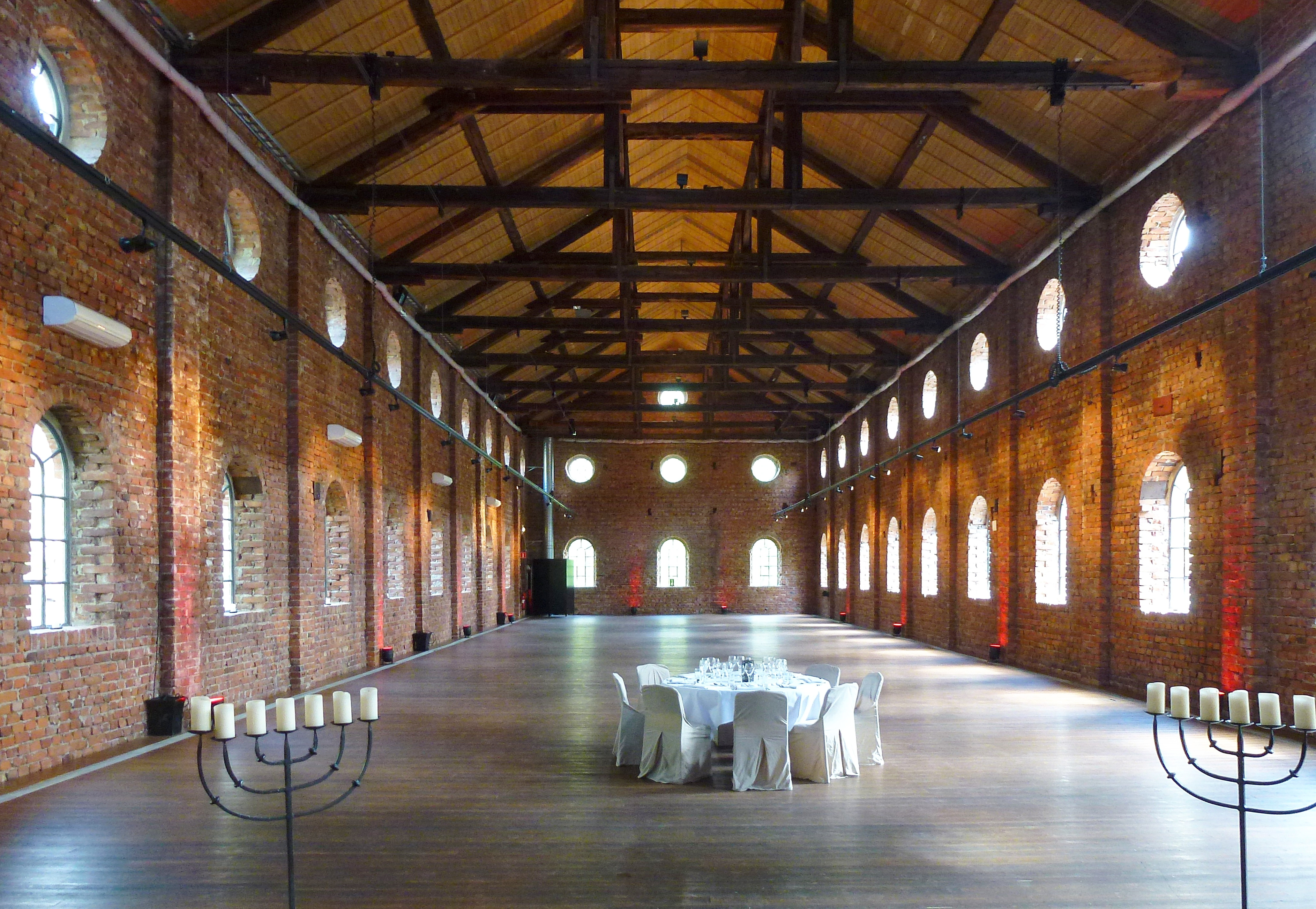
Svavelsyrafabriken, interiör